# Старомлинівський

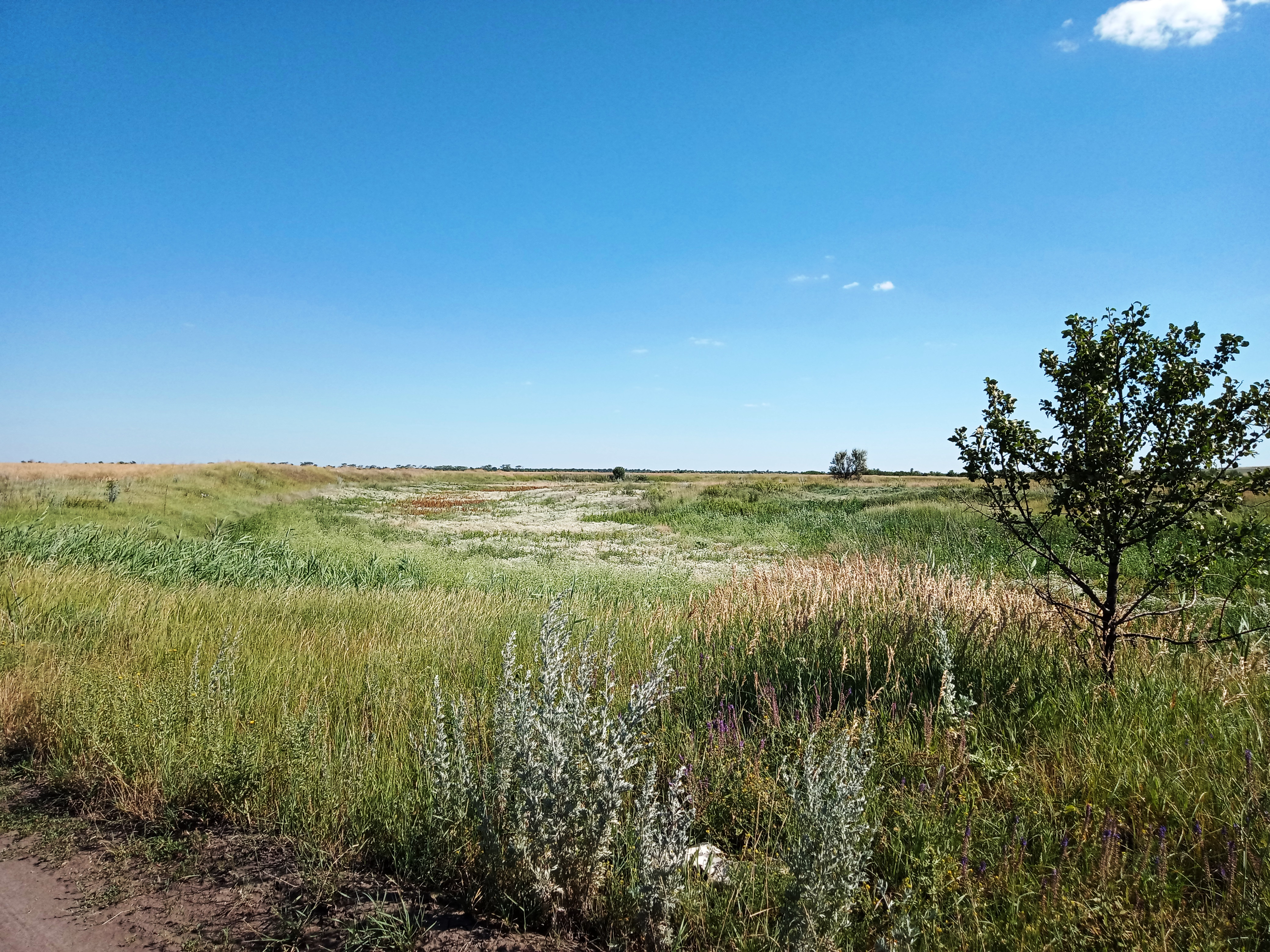
Краєвид заказника

Старомлинівський заказник — ботанічний заказник в Україні. Розташований на території Великоновосілківського району, Донеччина, неподалік від села Старомлинівка. 
Площа 236 га. Про організацію цього заказника повідомив на початку 2019 р. Департамент екології та природних ресурсів Донецької облдержадміністрації. Відповідне розпорядження № 280/5-1 підписане Головою Донецької облдержадміністрації. 
На території ботанічного заказника розташований цілинний типчаково-ковиловий степ, який має багате степове різноманіття: асоціації берізки лінійнолистої, костриці несправжньодалматської, кринітарії волохатої, полину Маршаллова, ковили волосистої занесеної до Червоної книги України.